# Česká Lípa
Pour les articles homonymes, voir Lípa.
Česká Lípa, soit « tilleul tchèque » en tchèque, (en allemand : Böhmisch Leipa) est une ville de la région de Liberec, en Tchéquie, et le chef-lieu du district de Česká Lípa. Sa population s'élevait à 36 815 habitants en 2025.

## Géographie
Česká Lípa est arrosée par la Ploučnice (lire Plaoutchnitse), un affluent de l'Elbe, et se trouve à 35 km à l'est d'Ústí nad Labem, à 38 km à l'ouest-sud-ouest de Liberec et à 68 km au nord-nord-est de Prague.
Ci-dessous, le centre historique de Česká Lípa et les panelaks collectifs de la période communiste, dans le quartier Lada vers Nový Bor.

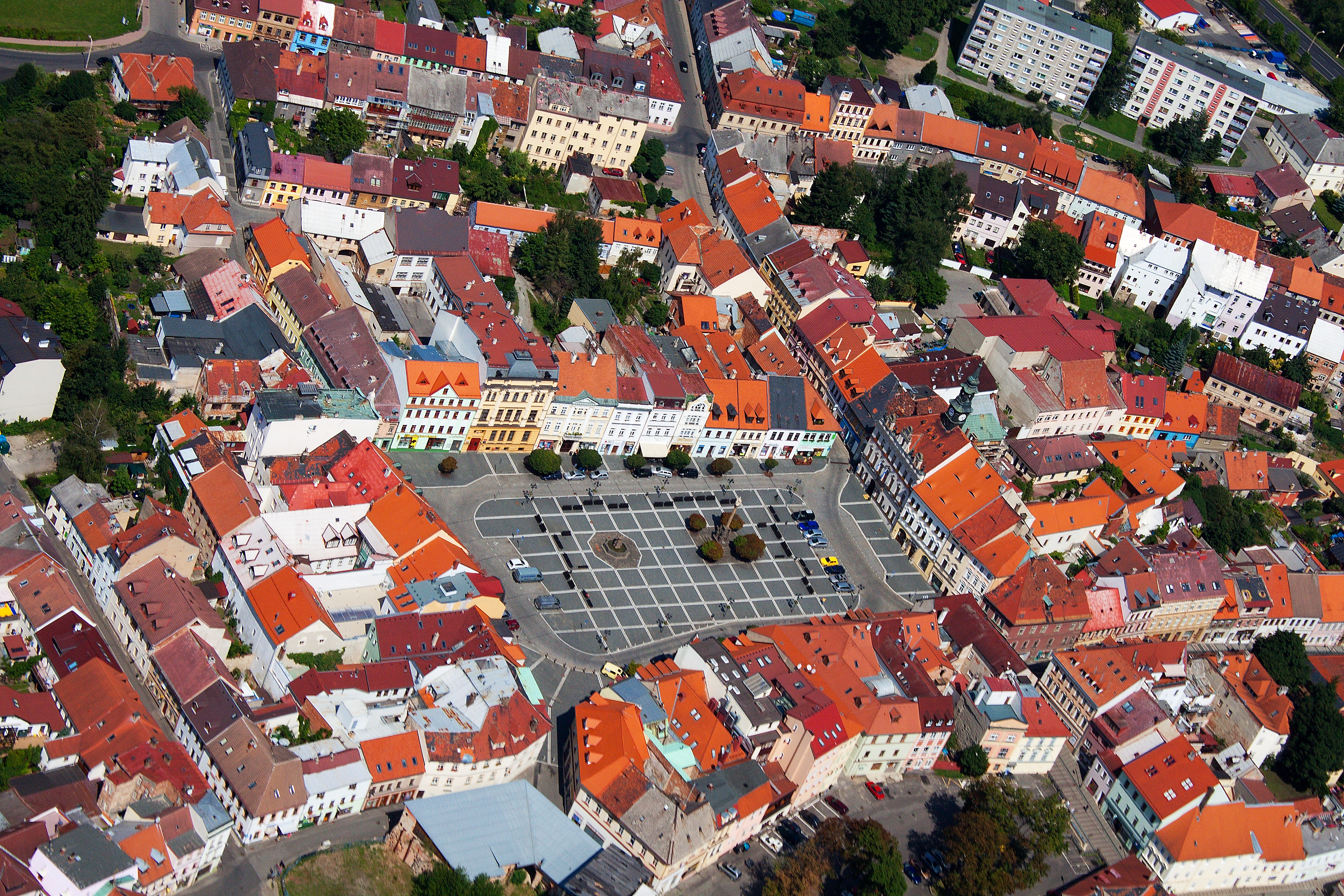
Centre historique de Česká Lípa.
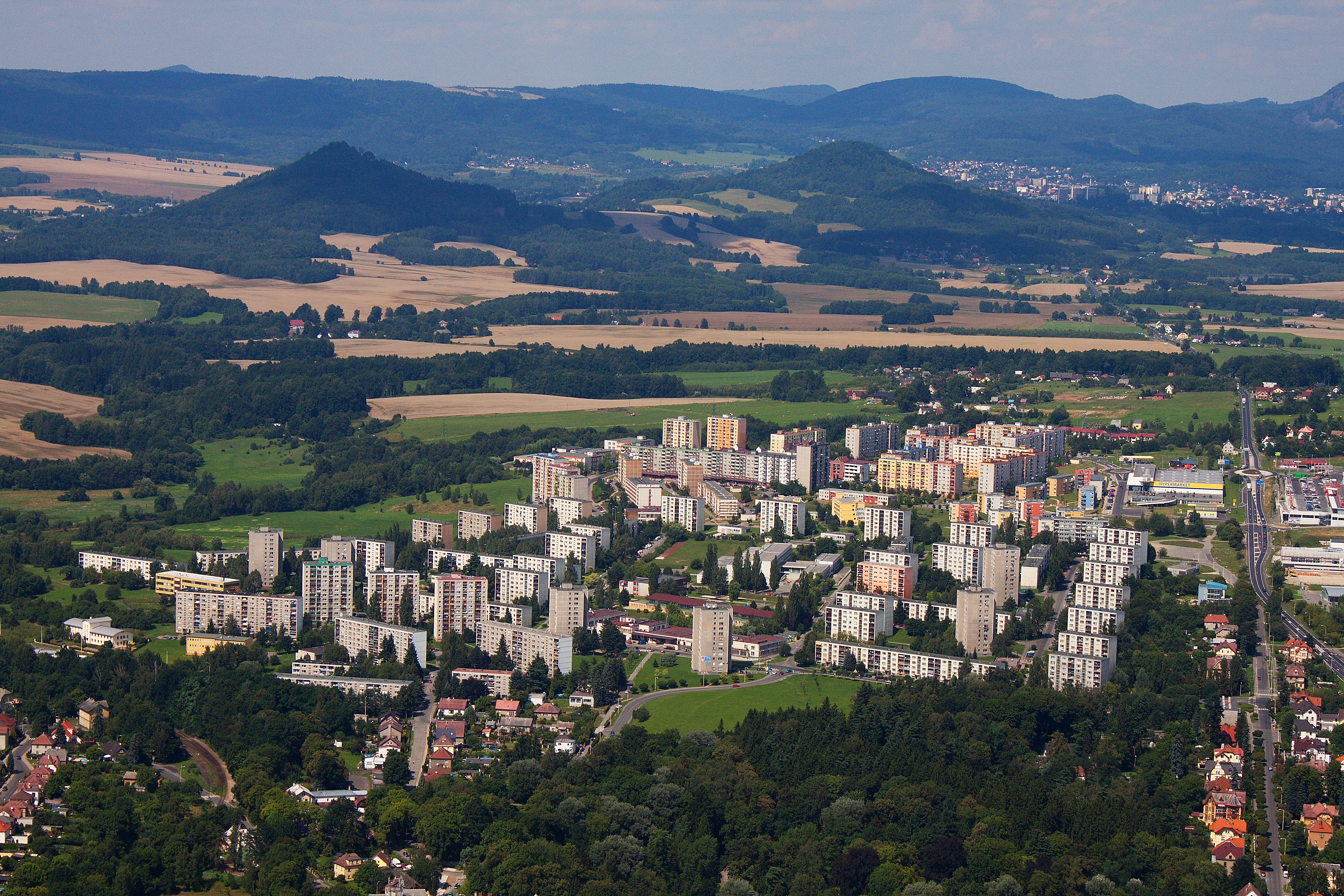
Panelaks du quartier Lada et route vers Nový Bor.

La commune est limitée par Horní Libchava, Skalice u České Lípy, Nový Bor et Svojkov au nord, par Zákupy à l'est et au sud, par Provodín, Sosnová et Kvítkov au sud, et par Stružnice à l'ouest.

## Histoire
La première mention écrite de la localité date de 1263 et décrit le château de Lipý (cs) protégé par ses douves, remplies d'eau de la Ploučnice, et le bourg attenant fortifié. Le développement de la ville commence réellement au XVIe siècle. En 1787 un incendie la détruit dans sa totalité y compris les églises.
Jusqu'en 1918, la ville faisait partie de l'Empire austro-hongrois, plus précisément de la Bohême-Moravie, l'un des royaumes et pays représentés à la Diète d'Empire (après le compromis de 1867). Elle était le chef-lieu du district de Böhmisch-Leipa, un des 94 Bezirkshauptmannschaften de Bohême.

## Population
Recensements (*) ou estimations de la population :
| 1869*  | 1880*  | 1890*  | 1900*  | 1910*  | 1921*  | 1930*  |
| ------ | ------ | ------ | ------ | ------ | ------ | ------ |
| 12 582 | 13 368 | 13 369 | 13 712 | 15 579 | 15 335 | 18 174 |

| 1950*  | 1961*  | 1970*  | 1980*  | 1991*  | 2001*  | 2011*  |
| ------ | ------ | ------ | ------ | ------ | ------ | ------ |
| 14 932 | 15 864 | 17 658 | 24 862 | 39 463 | 39 358 | 36 017 |

| 2015   | 2016   | 2017   | 2018   | 2019   | 2020   | 2021*  |
| ------ | ------ | ------ | ------ | ------ | ------ | ------ |
| 36 943 | 37 158 | 37 201 | 37 405 | 37 444 | 37 525 | 35 890 |

| 2022   | 2023   | 2024   | 2025   | - | - | - |
| ------ | ------ | ------ | ------ | - | - | - |
| 36 740 | 37 262 | 37 483 | 36 815 | - | - | - |

## Patrimoine
Au XIXe siècle, la ville est ornée de monuments néo-classiques et, à la fin du siècle, Art nouveau. Le centre-ville est reconnu zone historique protégée.

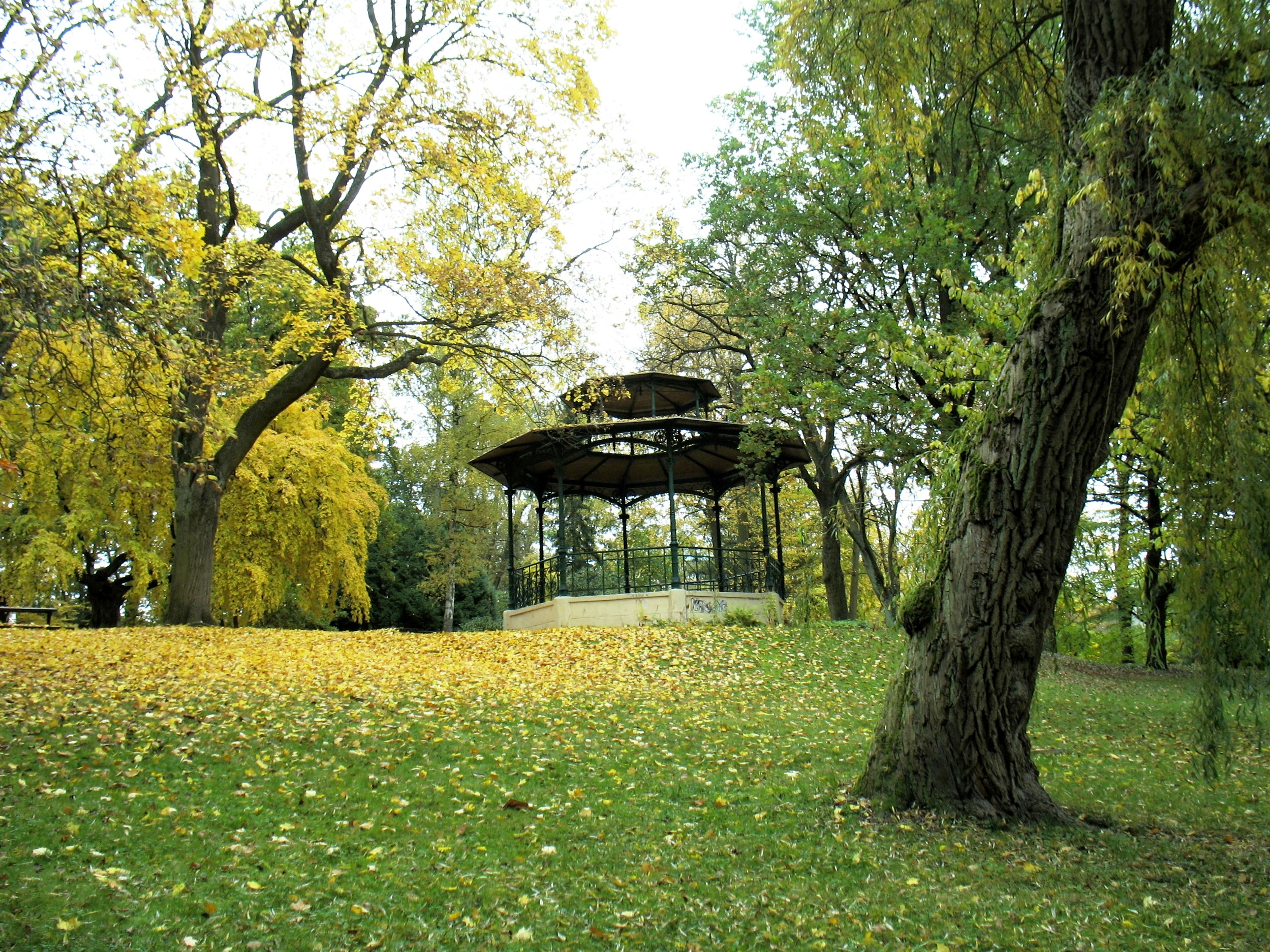
Parc municipal.
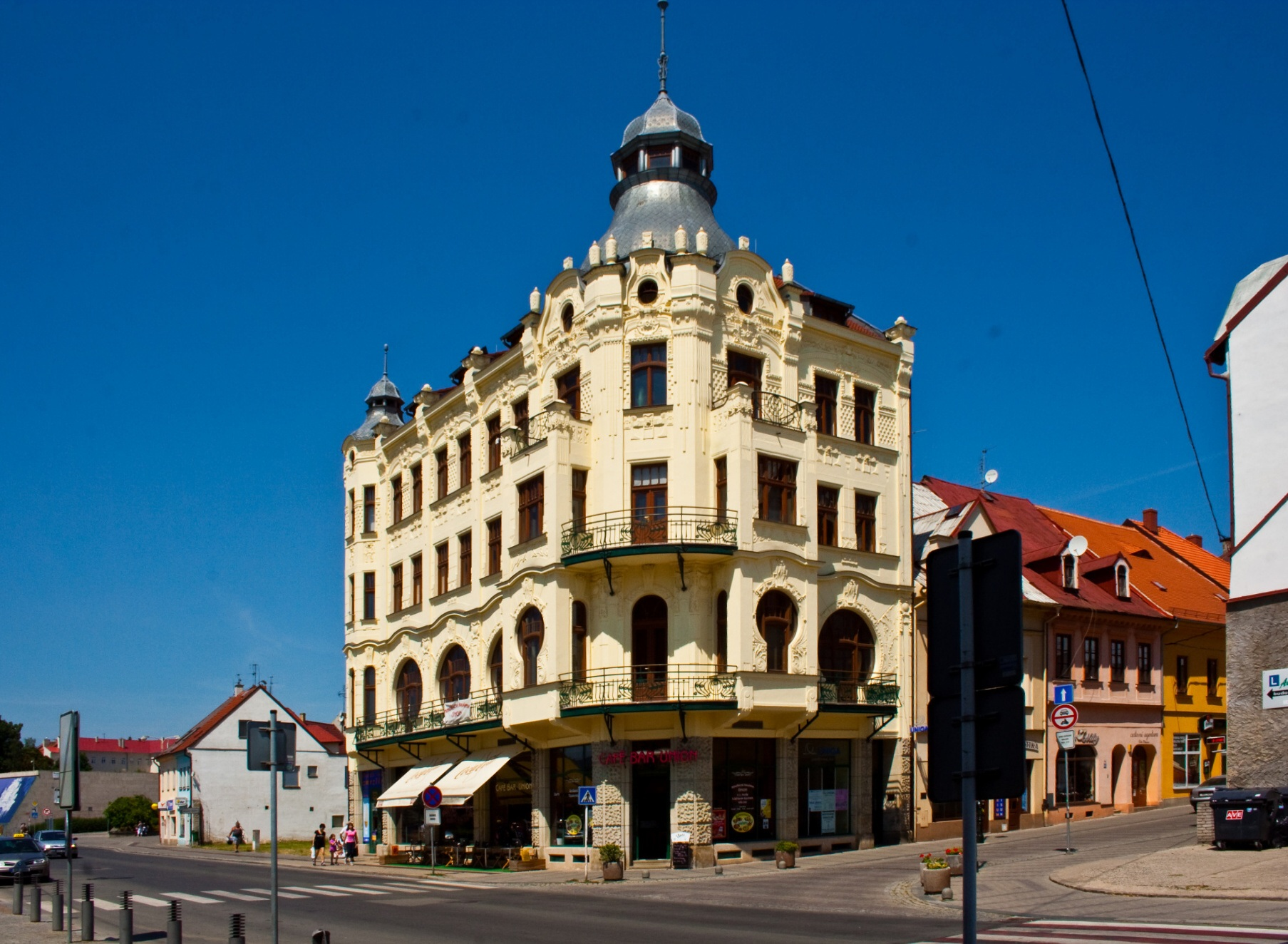
Immeuble Kavárna Union.

- Kavárna Union : immeuble d'angle de style Art nouveau construit en 1906-1907 par le cabinet d'architectes Otto John & Josef Jisba. Il accueille le café Union.

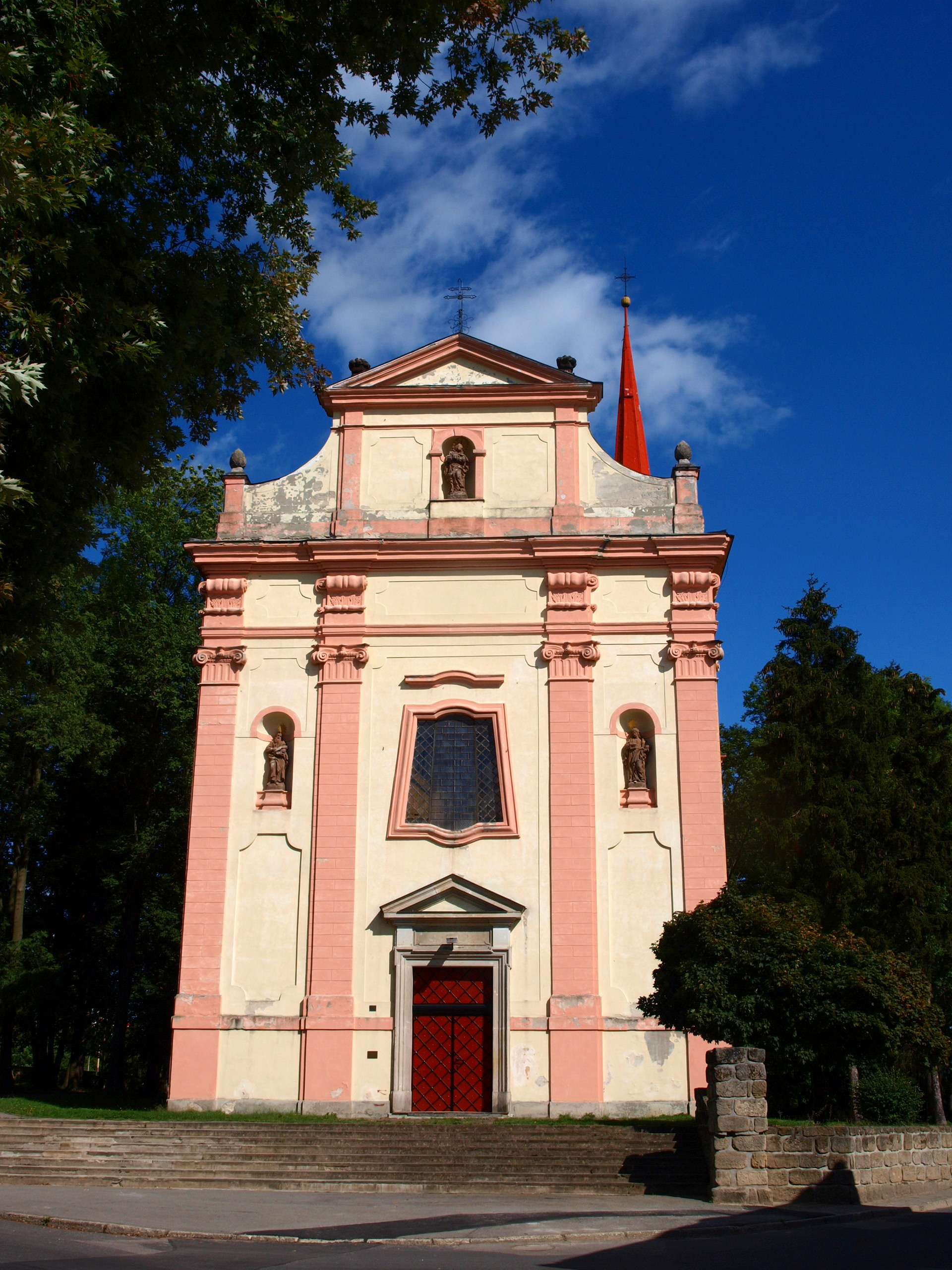
Église de la Nativité (baroque).
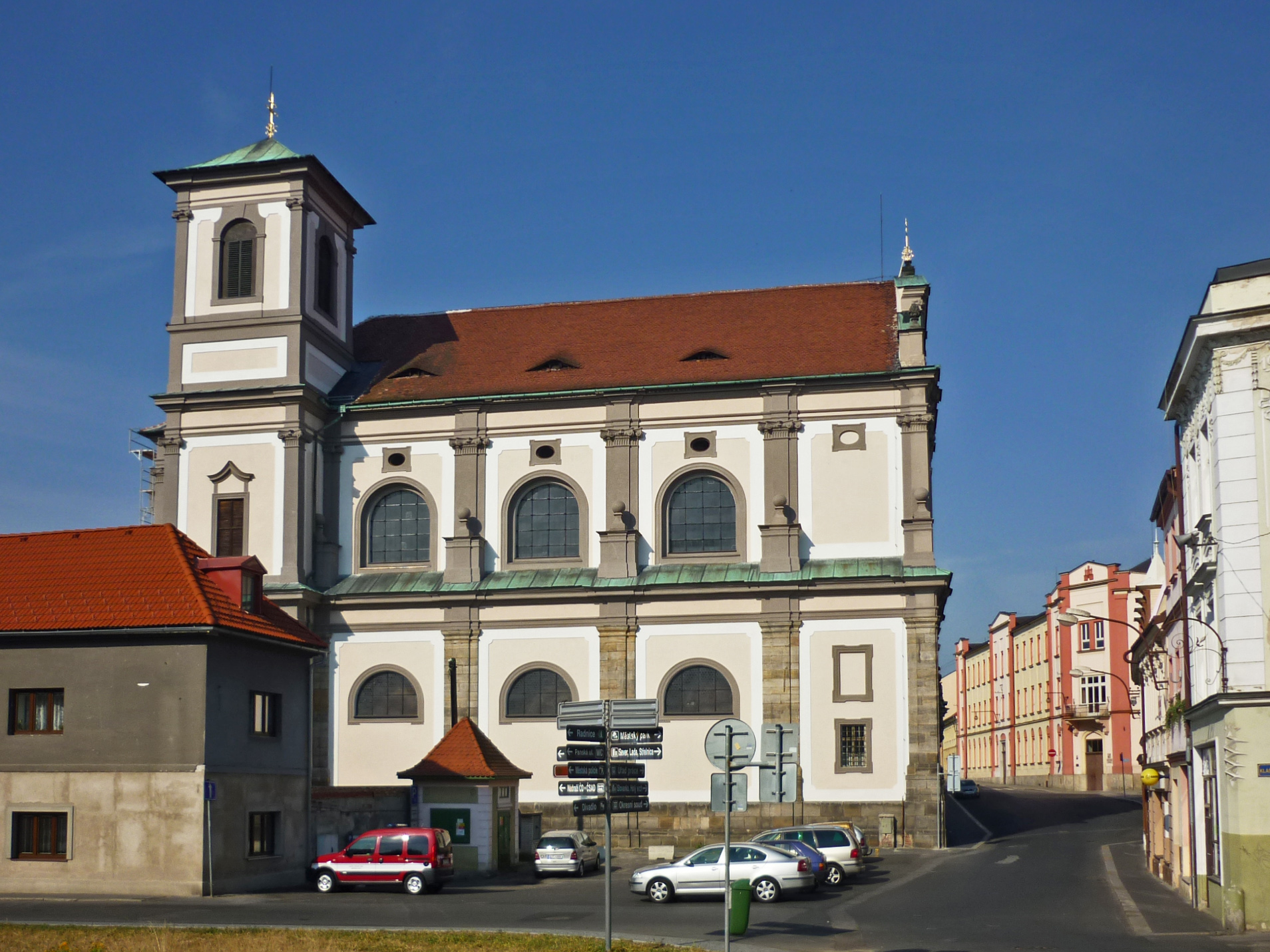
Église de Tous-les-Saints.
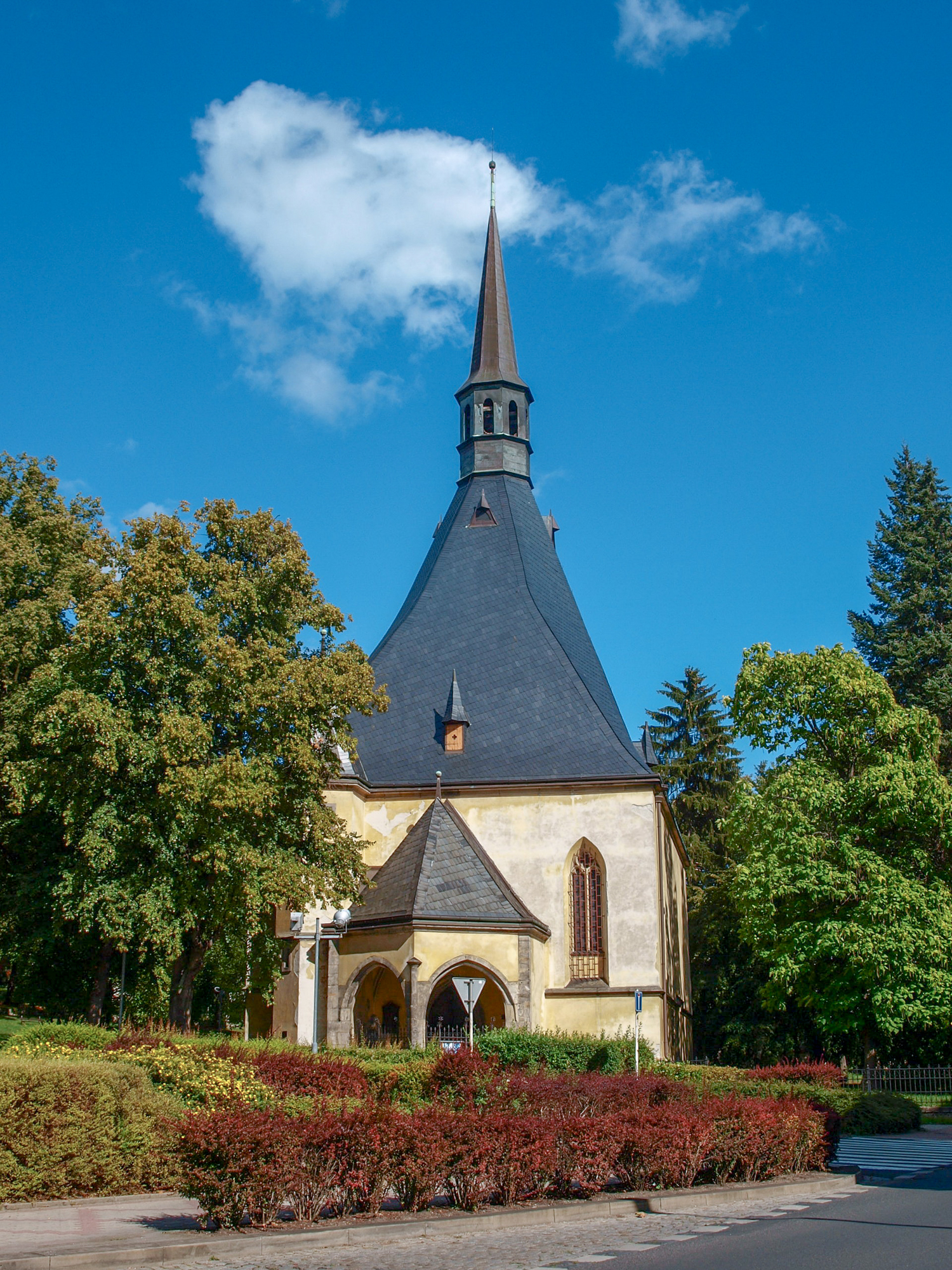
Église de l'Exaltation de la Sainte-Croix.

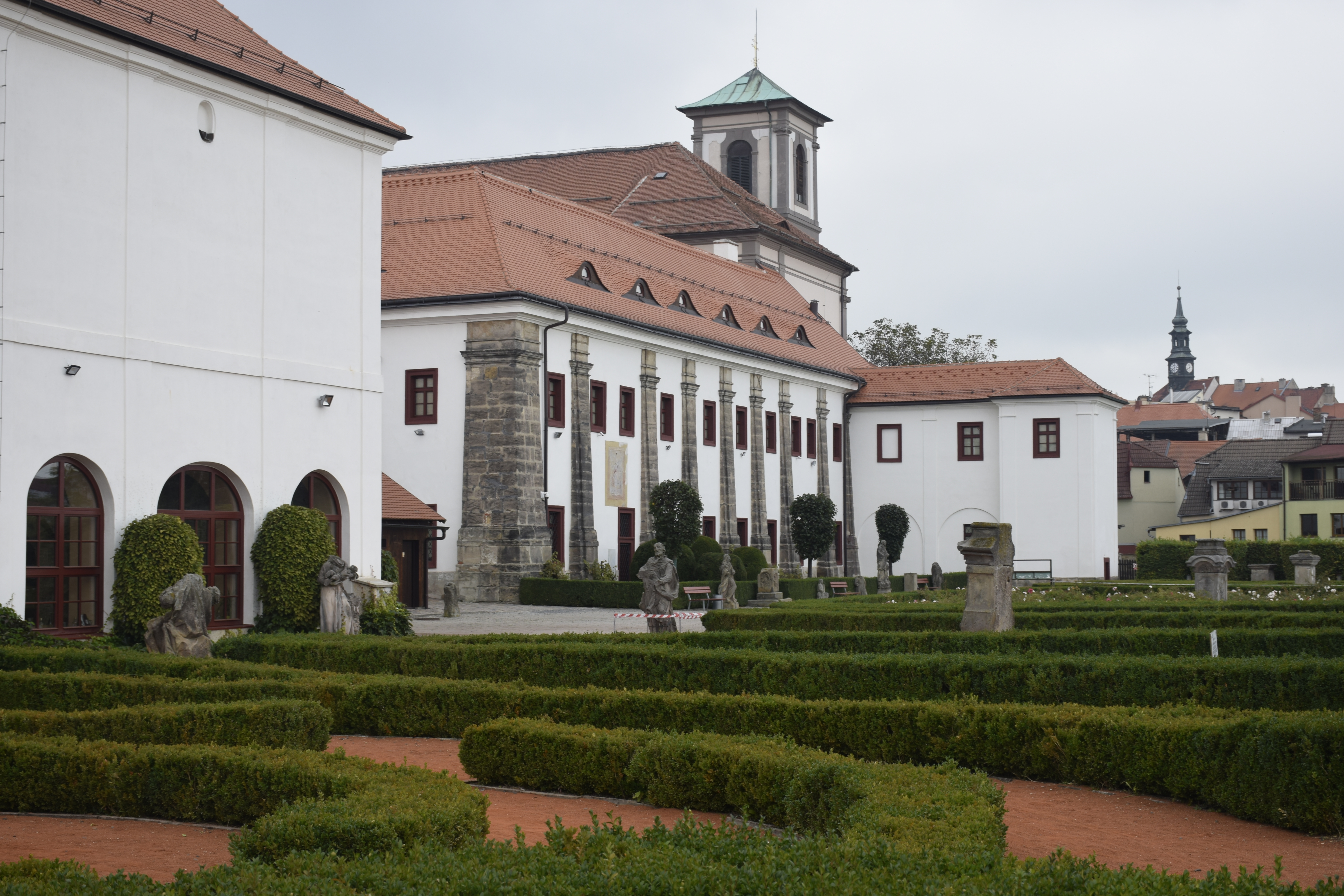
Monastère des frères augustins.
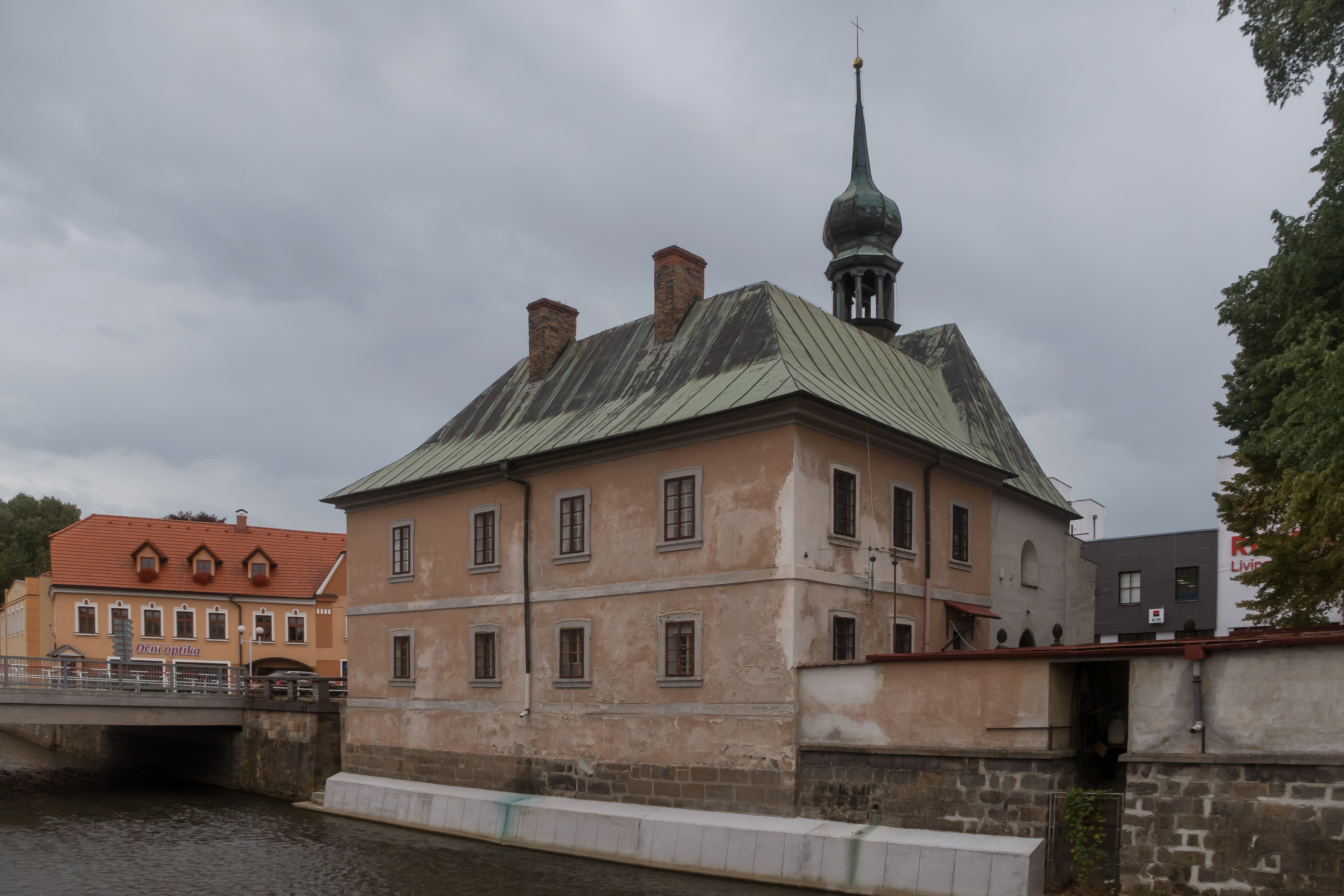
L'église Sainte-Marie-Madeleine.

## Transports
Par la route, Česká Lípa se trouve à 31 km de Děčín, à 49 km de Liberec, à 50 km d'Ústí nad Labem et à 92 km de Prague.

## Personnalités liées à la ville
- Karl Anton Hickel (1745-1798), peintre portraitiste autrichien, y est né.

## Jumelages
- Aleksandrov (Russie)
- Bardejov (Slovaquie)
- Bolesławiec (Pologne)
- Mittweida (Allemagne)
- Molde (Norvège)
- Oujhorod (Ukraine)